# Tarnawa Dolna (Petite-Pologne)
Pour les articles homonymes, voir Tarnawa Dolna.
Tarnawa Dolna est une localité polonaise de la gmina de Zembrzyce, située dans le powiat de Sucha en voïvodie de Petite-Pologne.